# Mico schneideri
Mico schneideri és una espècie de primat de la família dels cal·litríquids. És endèmic de l'interfluvi entre el riu Juruena i el Teles Pires, a l'estat brasiler de Mato Grosso. Els seus hàbitats naturals són els boscos de terra ferma i els ecosistemes de transició entre el bosc amazònic i el cerrado. La sella i la gropa són de color plom uniforme, mentre que la part ventral és de color crema-argentat amb matisos taronja. Fou anomenat en honor del professor Horacio Schneider, il·lustre per les seves contribucions a l'estudi de la filogènesi dels primats neotropicals.